# Jožica Svete
Jožica Svete, slovenska pevka, * 25. november 1942, Preserje pod Krimom.
Jožica Svete je bila najprej zabavna solo pevka, nato pa del znamenitega terceta Ansambla bratov Avsenik od leta 1974 do prenehanja delovanja ansambla leta 1990.

## Življenje
Jožica Svete se je rodila 25. novembra 1942 v Preserjah pod Krimom. Očeta ni nikdar poznala, saj je padel med vojno. Pevski talent je po materinih pripovedovanjih podedovala po očetovi strani. V Ljubljani je pet let študirala solo petje pri profesorici Majdi Stoviček na glasbeni šoli Ljubljana Vič-Rudnik.
Po poklicu je bila bančna uslužbenka, vendar je to delo opravljala le dve leti, dokler se ni poklicno posvetila petju – najprej kot pevka popevk, nato pri Avsenikih. Prvič je nastopila na drugem festivalu Slovenska popevka leta 1963 na Bledu s skladbo Zapleši twist. Na tem festivalu se je predstavila tudi na nekaj naslednjih izvedbah s skladbama Zemlja pleše in Sonce sije na Portorož. Leta 1965 je na njem izvedla skladbo Preprosta pesem, za katero je Svetlana Makarovič dobila nagrado za najboljše besedilo. Publika je Svetetovo sprejela z navdušenjem. Pozneje so zanjo pisali Jure Robežnik, Mario Rijavec in Bojan Adamič. Še bolj prepoznavna in priljubljena je postala z nastopanjem v televizijskih oddajah Sončna ura in Karavana zapravljivček. V slednji je nastopala tudi s pesmijo Resje že cvete, ki sta jo zanjo napisala brata Avsenik, pozneje pa so jo igrali tudi v narodnozabavni različici.
Pred pridružitvijo Avsenikom je štiri leta nastopala s spremljevalno skupino Metronomi. Večinoma so igrali v Postojni in obmorskih krajih. Nato sta jo brata Avsenik povabila k sodelovanju z njunim ansamblom. Ansambel je leta 1974 zapustil dolgoletni pevec Franc Koren. Po njegovem odhodu se je namesto dueta oblikoval tercet, tako da sta se Emi Prodnik kot pevca pridružila Svetetova in Alfi Nipič. V ansamblu je postala najbolj prepoznavna po skladbah Resje že cvete in Sanjam o domovini, ki so jo na nekaterih nastopih morali ponavljati tudi po trikrat.
Po prenehanju delovanja Ansambla bratov Avsenik je dve leti prepevala pri Ansamblu Igor in Zlati zvoki. Zatem je posnela solistično zabavno kaseto Sončne poti.
Deset let je živela v Dutovljah pri Sežani, od leta 1983 pa živi v Novi Gorici. Nastopa le občasno.